# 梅斯-南锡-洛林机场
梅斯-南锡-洛林机场（法語：Aéroport de Metz-Nancy-Lorraine），商业名称为洛林机场（法語：Aéroport de Lorraine），是法国东北部洛林地区的客运机场，位于梅斯和南锡两大城市之间，横跨古万、帕尼莱古万、维尼、列翁与西利昂索努瓦共五个市镇，距离梅斯市中心大约24公里，距离南锡市中心大约44公里。

## 历史
梅斯-南锡-洛林机场始建于20世纪80年代末，于1991年10月28日正式通航，首批开行前往马赛的固定旅客航班。梅斯-南锡-洛林机场最初由默尔特-摩泽尔省及摩泽尔省两个省级工商局负责管理，2011年机场管理权移交至新成立的梅斯-南锡-洛林机场管理局（Établissement public aéroport Metz - Nancy - Lorraine）。2007年东部高速铁路及洛林TGV站建成后，梅斯-南锡-洛林机场的旅客数量大幅减少。洛林机场—马赛航线于2024年6月停止运行。亦有部分政界人士提出彻底关闭机场的计划。

## 航空公司与目的地
截至2024年11月，梅斯-南锡-洛林机场开行4条固定航线和1条季节性航线。
| 航空公司       | 目的地                            |
| -------------- | --------------------------------- |
| 阿尔及利亚航空 | 阿尔及尔、君士坦丁 季节性：瓦赫蘭 |
| 比利时途易航空 | 卡萨布兰卡                        |
| Twin Jet       | 图卢兹                            |

## 接驳交通
梅斯-南锡-洛林机场前方建有停车场；此外梅斯-南锡-洛林机场提供前往洛林TGV站、南锡及梅斯市区的机场巴士。